# Ivan Paňkevyč
Ivan Paňkevyč (ukrajinsky Ivan Artemovyč Paňkevyč; 6. října 1887, Ceperov, Halič, Rakousko-Uhersko – 25. února 1958, Praha, Československo) byl haličský slavista a dialektolog, průkopník v zaznamenání jihokarpatských nářečí.

## Život
Ivan Paňkevyč se narodil za Rakousko-Uherska 6. října 1887 v Ceperově u Lvova na Haliči a vystudoval ve Vídni. Po vzniku První republiky byl úředníkem na ministerstvu školství, působil na Podkarpatské Rusi a vyučoval v Užhorodě na gymnáziu. Spoluzaložil ukrajinský kulturní spolek Prosvita a prosazoval ukrajinofilní směřování Rusínů Podkarpatské rusi v oblasti národnostní, jazykové a kulturní.
V rámci Sboru pro výzkum Slovenska a Podkarpatské Rusi, který spadal pod Slovanský ústav a kterého byl od roku 1929 členem, pracoval na vědeckých úkolech. Od 20. let sbíral společně s dalšími učiteli a studenty a později i s jeho žáky záznamy pro dialektologický slovník, kterému z počátku říkal „oblastní slovník“ a chtěl ho původně koncipovat šířeji, aby zahrnul kromě současných nářečí také starší podkarpatskou literaturu. Později po jeho smrti na tomto slovníku dále pracovali například jeho žáci a nakonec byl tento slovník zpracován do elektronické lexikální databáze, která obsahuje kromě nářečí i lidové zvyky a reálie. Tu vydal v roce 2023 Slovanský ústav.
Roku 1938 získal Paňkevyč na Filosofické fakultě Karlovy univerzity titul docenta za svou zásadní publikaci Ukrajinská nářečí Podkarpatské Rusi a sousedních oblastí. S 5 dialektologickými mapami. Část I. Hláskosloví a tvarosloví z oblasti morfologie a fonetiky jihokarpatských nářečí. V ní zpracoval nejen svůj rozsáhlý terénní výzkum 179 obcí na Podkarpatské Rusi, na východním Slovensku a částečně v Rumunsku, který započal už v roce 1922, ale také výzkumy dalších kolegů. Kniha tak popisovala celkem téměř 300 vesnic z 520 existujících rusínských. Tento bohatý a dodnes hlavní zdroj informací k této problematice nebyl dodnes (k roku 2023) překonán, zejména pokud jde o území Zakarpatské oblasti. Kromě působení na Filosofické fakultě Karlovy univerzity působil ještě na Ukrajinské svobodné univerzitě.
V době maďarské okupace Podkarpatské Rusi uprchl přes Vídeň a Bratislavu do Prahy, kde dále pracoval na svém slovníku. Po válce se věnoval především historické dialektologii a dalšímu sbírání písemných památek zmíněných oblastí. Pozůstalost Ivana Paňkevyče byla uložena v Literárním archivu Památníku národního písemnictví na Strahově, další materiály byly uloženy v depozitáři ve Starých Hradech a od roku 2015 v centrálním depozitáři v Litoměřicích.
Měl dceru, taktéž lingvistku Martu Dolnyckou. Zemřel náhle 25. února 1958 v Praze.